# Capsaïcine
Capsaïcine is de werkzame stof die verantwoordelijk is voor de pikante smaak van chilipepers, planten uit het geslacht Capsicum. Het is een krachtig irriterend middel voor zoogdieren, waaronder mensen, en veroorzaakt een branderig gevoel in elk weefsel waarmee het in contact komt. Capsaïcine en verwante stoffen (zogeheten capsaïcinoïden) worden door de plant als secundaire metabolieten geproduceerd, vermoedelijk om zich te beschermen tegen vraat door zoogdieren en tegen schimmels.
Capsaïcine activeert de zogenaamde nociceptoren: pijnreceptoren die normaal gesproken reageren op schadelijke prikkels zoals hitte. Hierdoor ontstaat een intens branderig gevoel, ondanks dat er geen daadwerkelijke weefselbeschadiging optreedt. Capsaïcine is slecht oplosbaar in water, maar goed in vetten en ethanol. De stof is chemisch zeer stabiel: ze verdampt nauwelijks, breekt niet af bij verhitting, en blijft dus actief tijdens het koken.

## Werking en voorkomen
Capsaïcine werkt doordat het bepaalde temperatuurgevoelige ionkanaaltjes (TRPA1 en TRPV1) in het celmembraan van temperatuurzintuigen permanent openzet, wat onder fysiologische omstandigheden alleen gebeurt als de temperatuur hoger wordt dan 43 graden.
In pepers komen een vijftal nauw verwante verbindingen voor met soortgelijke effecten, waarvan capsaïcine en dihydrocapsaïcine de voornaamste zijn. De scovilleschaal is een maat voor hoe heet de stof in de mond aanvoelt. Pure capsaïcine staat hierbij op de derde plaats, met een waarde van 15.000.000 à 16.000.000, na resiniferatoxine en Tinyatoxin.
Hoe capsaïcine precies door Capsicum geproduceerd wordt is nog niet helemaal duidelijk. Onderzoek uit 2005 gaf aan dat Capsicum annuum-rassen die niet scherp zijn een deletie over de promotor en 5'-gedeelte van het AT3-gen (dat codeert voor een acyltransferase) hebben, waarbij de scherpe rassen het volledige gen hebben.
Capsaïcine is een ingrediënt van pepperspray, dat een geconcentreerd extract van de paprikasoorten Capsicum annuum of Capsicum frutescens bevat, Oleoresin Capsicum genoemd. Dit extract is ongeveer 600 keer zo sterk als gewone peper.

## Capsaïcinoïde
Er bestaat een aantal derivaten van capsaïcine (zogenaamde capsaïcinoïden), die in welbepaalde procentuele verhoudingen voorkomen in pepers:
| Capsaïcinoïde                            | Afkorting | Typische procentuele hoeveelheid | Scoville- eenheden | Chemische structuur                           |
| ---------------------------------------- | --------- | -------------------------------- | ------------------ | --------------------------------------------- |
| Capsaïcine                               | C         | 69%                              | 16.000.000         | Chemische structuur van capsaïcine            |
| Dihydrocapsaïcine                        | DHC       | 22%                              | 16.000.000         | Chemische structuur van dihydrocapsaïcine     |
| Nordihydrocapsaïcine                     | NDHC      | 7%                               | 9.100.000          | Chemische structuur van nordihydrocapsaïcine  |
| Homodihydrocapsaïcine                    | HDHC      | 1%                               | 8.600.000          | Chemische structuur van homodihydrocapsaïcine |
| Homocapsaïcine                           | HC        | 1%                               | 8.600.000          | Chemische structuur van homocapsaïcine        |
| Pelargoonzuurvanillylamide of Nonivamide | PAVA      |                                  | 9.200.000          | Chemische structuur van nonivamide            |

De laatstgenoemde capsaïcinoïde, Nonivamide, komt niet van nature in pepers voor; het is een synthetische stof die o.a. wordt gebruikt in laboratoria en als bestanddeel van pepperspray.

## Natuurlijke functie
Capsaïcine wekt bij zoogdieren een pijngevoel op. Vogels zijn ongevoelig voor de stof. Vruchten met veel capsaïcine hebben daardoor een grotere kans om door vogels dan door zoogdieren te worden gegeten. De vruchtzaden worden vooral via uitwerpselen verspreid. Bij zoogdieren werkt zo'n verspreiding minder goed, doordat de zaden meestal al bij het kauwen worden stukgemalen. Verder is bekend dat capsaïcine een afwerende werking heeft tegen bepaalde schimmels.

## Capsaïcine als medicatie
Capsaïcine wordt gebruikt in crèmes en gels die bij pijn weleens op het lichaam worden gesmeerd. Het warmtegevoel en de betere doorbloeding werken enigszins pijnverlichtend. Bij langer gebruik van capsaïcine raakt het lichaam gewend aan deze stof.

## Trivia
- Veel vogels zijn niet gevoelig voor capsaïcine en kunnen dus zonder problemen ook peperzaden eten.
- In tegenstelling tot wat vaak gedacht wordt, produceren de zaden geen capsaïcine. Het is het placentaal weefsel van de vrucht waar de productie van de stof voornamelijk plaatsvindt. De zaden kunnen wel een gedeelte van het geproduceerde capsaïcine absorberen vanuit het weefsel.[5]
- Iemand die te veel capsaïcine binnengekregen heeft kan dit niet blussen met koude dranken als water of bier, omdat het een vetoplosbare stof is. Dranken waar vet in zit zoals melk, drinkyoghurt, zure room of een slokje pure olie, of vet voedsel zoals boter of pindakaas zijn efficiënter, vooral als ze warm zijn. Ook in sterk-alcoholische dranken lost capsaïcine redelijk op. Door het eten van rijst, droog brood of kroepoek kan de branderigheid afnemen, doordat daarmee de capsaïcine van de tong wordt geschraapt en geabsorbeerd.